# Mathieu Vroemen

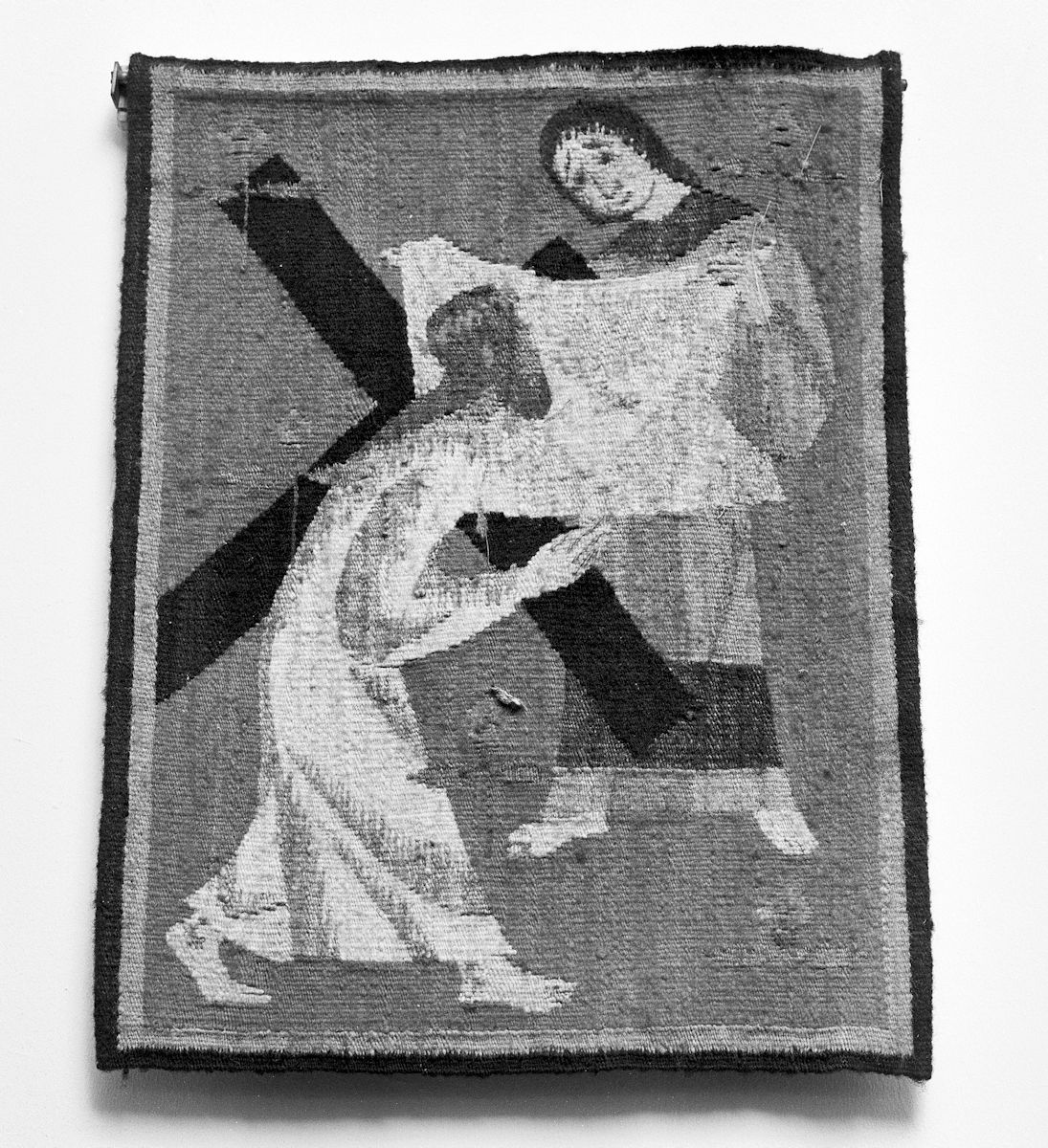
Statie 6 - Veronica droogt het aangezicht van Jezus af. Kruisweg Oud-Valkenburg (Vroemen/Vis)

Mathieu Eugène Jean Marie Vroemen (Nieuwstadt, 2 december 1921 – Maastricht, 11 augustus 1988) was een Nederlands graficus, tekenaar en docent.

## Leven en werk
Mathieu of Tjeu Vroemen was een zoon van Hendrik Mathijs Joseph Marie Vroemen, oud-burgemeester van Nieuwstadt, en Maria Elisabeth Helena Hubertina Corten. Hij werd opgeleid aan de Middelbare Kunstnijverheidsschool in Maastricht en aan de grafische afdeling van de Jan van Eyck Academie onder Hubert Levigne. Vroemen werd door de schoolleiding gevraagd een gravure te maken ter herinnering aan de ontvangst van het beeld Onze-Lieve-Vrouw Sterre der Zee op het stadhuis in oktober 1952. De gravure werd aangeboden aan burgemeester Willem baron Michiels van Kessenich en ook toegezonden aan Paus Pius XII, die zijn bijzondere apostolische zegen uitsprak. In 1953 studeerde Vroemen cum laude af. Hij trouwde een aantal maanden later met de textielkunstenares Riet Jager (1921-1996), die in 1954 afstudeerde aan dezelfde academie.
Hij maakte onder meer etsen, kopergravures, linoleumsnedes en pentekeningen Hij specialiseerde zich als graficus in de lay-out van bijzondere boeken en adviseerde ook op dat gebied, hij verzorgde onder meer gedenkboeken voor Sphinx-Ceramique en de Maastrichtsche Zinkwit Maatschappij. Kort maakte hij met André Ronda een kijkkast rond de Zwarte Christus van Wyck voor de Sint-Martinuskerk in Wyck, waarbij hun vrouwen zorgden voor de kleding van de figuren. Het idee sloeg aan en andere opdrachten volgden. Vroemen ontwierp meerdere wandtapijten, bijzonder zijn de kruiswegen die hij ontwierp voor de Fatimakerk in Brunssum (1955) en de Johannes de Doperkerk van Oud-Valkenburg (ca. 1959). De veertien staties werden bij beide uitgevoerd als gobelins. De serie in Brunssum werd geweven door zijn vrouw, die in Oud-Valkenburg door Kees Vis. In 1962 gaf hij samen met Libert Ramaekers het boekje Een nieuwe vorm... uit, waarin zij hun werk presenteerden. In zijn latere jaren maakte Vroemen ook geometrisch abstracte schilderijen.
Mathieu Vroemen was als docent verbonden aan het Henric van Veldekecollege in Maastricht. Hij overleed op 66-jarige leeftijd.

## Enkele werken
- 1953 gravure Sterre der Zee, Senatus Mosaetrajectensis maris stellam beatam civitatis – matrem coram episcopo et populo recepit ac veneravit hoc die festo XXVI Octobris MCMLII.[9]
- 1954 kijkkast rond de Zwarte Christus van Wyck voor de Sint-Martinuskerk in Wyck.
- 1954 kijkkast-kerstkribbe in zeven taferelen voor de Kerk van Sint-Pieter boven in Sint Pieter, Maastricht.
- 1955 ontwerp gobelin-kruisweg voor de Fatimakerk in Brunssum. Uitvoering Riet Jager.
- 1955 kijkkast met zes taferelen rond het leven van Sint-Servaas voor de Sint-Servaasbasiliek. Ontwerp en uitvoering Mathieu Vroemen, Riet Jager maakte de kostuums, Dries Engelen de keramische kopjes, Kees van de Vosse het edelsmeedwerk en meubelmaker P. Kansel de schrijn waarin het geheel werd geplaatst.
- ca. 1959 ontwerp gobelin-kruisweg voor het kerkje van Oud-Valkenburg. Uitvoering Kees Vis uit Haarlem.
- 1959 ontwerp wandtapijt voor huishoudschool St.-Brigida in Brunssum. Uitvoering Riet Jager.
- 1963 ontwerp Paasnacht, wandtapijt voor de kapel van het Rooms Katholiek Ziekenhuis in Groningen. Uitvoering atelier De Vis.
- 1964 ontwerp vijf kleine gobelins voor de kerk van de paters Jezuïeten in Maastricht.
- 1965 ontwerp wandtapijt voor de directiekamer van de ENCI, Maastricht.

- Biografisch Portaal: 38545569
- Gemeinsame Normdatei: 174285604
- RKD-Nederlands Instituut voor Kunstgeschiedenis: 82202
- Virtual International Authority File: 238578094
- WorldCat: E39PBJgmRMjPXMb4MbcVrT46rq